# Åmåls Tidning (1874)
Åmåls Tidning Nyhets- och Annonsblad för Dal och vestra Wermland utgiven 10 juli 1874 till 2 november 1885. Tidningen var en fortsättning av Åmåls Weckoblad, Tidning för Dal och vestra Wermland 1866–1874.
Tryckningen skedde i P. Bjerres tryckeri 1874–1885 med frakturstil och antikva.
Fredagar var utgivningsdag 1874–1878. Tidningen övergick sedan till 2 dagars utgivning måndag och torsdag till sitt upphörande 1885. Tidningen hade 2–4 sidor i folioformat. Priset var 1875–1883  4 riksdaler riksmynt, samt 3 kronor 1884–1885.
Utgivningsbevis för Åmåls Tidning utfärdades för typografen H. P. Jeppesen Bjerre 26 juni 1874.